# BMW 332
BMW 332 — колишній легковий автомобіль, розробленим у 1939/40 роках компанією Bavarian Motor Works AG (BMW).
Чотиридверний розкішний седан з понтонним кузовом, хетчбек з 2,0-літровим рядним шестициліндровим двигуном. Через Другу світову війну BMW не змогла розпочати заплановане серійне виробництво. Лише три передсерійні автомобілі були виготовлені для цілей тестування, жодного з яких більше не існує.

## Опис
З 1936 року BMW випускала BMW 326 як чотиридверний седан і — з кузовами Autenrieth, Baur та інших — як дво- і чотиридверний кабріолет на заводі в Айзенахі, колишньому заводі Dixi. Маючи майже 16 000 автомобілів, це була найуспішніша довоєнна модель поряд з невеликим BMW 3/15 hp (1929-1932). У 1939 році кузови лімузинів, поставлені компанією Ambi-Budd у Берліні, з високим, вузьким капотом, класичними вигнутими передніми та задніми крилами та підніжками виглядали досить консервативно порівняно з останніми моделями від Adler, Opel та інших. Через швидке розширення автомагістралей також виникла потреба в аеродинамічно сприятливішому кузові, щоб мати можливість досягати вищих швидкостей. BMW 332 взяв це до уваги, створивши сучасний понтонний кузов.
У 1940 році було побудовано три тестових автомобілі, які відрізнялися дрібницями. Попри те, що Друга світова війна вже почалася, BMW активно випробував автомобілі на дорогах загального користування.
Модель 332 повинна була замінити 326 з 1940 року. Вона була задумана як відправна точка для майбутнього модельного сімейства, так само як 326 забезпечила технічну основу для моделей 327, 327/28 і 328 (спортивний кабріолет і купе або відкритий спортивний двомісний) з 1936 року. BMW 332 мав стати основою виробництва автомобілів BMW у 1940-х роках. Цьому завадила Друга світова війна.

## Походження

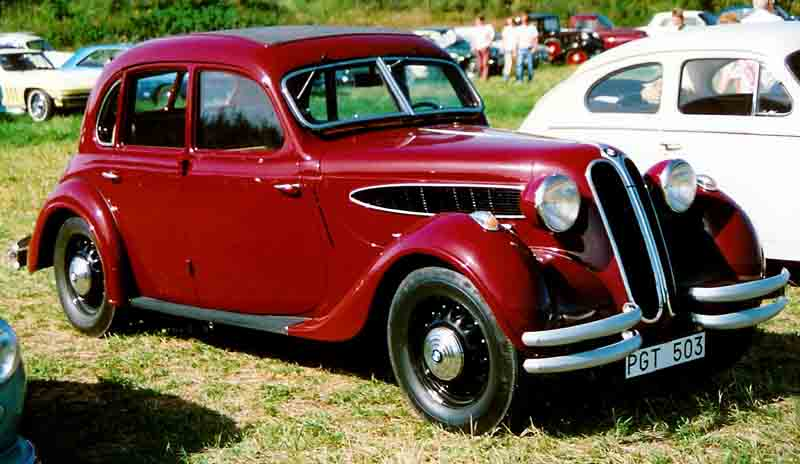
BMW 326, попередник BMW 332, для якого він постачав шасі та технологію приводу

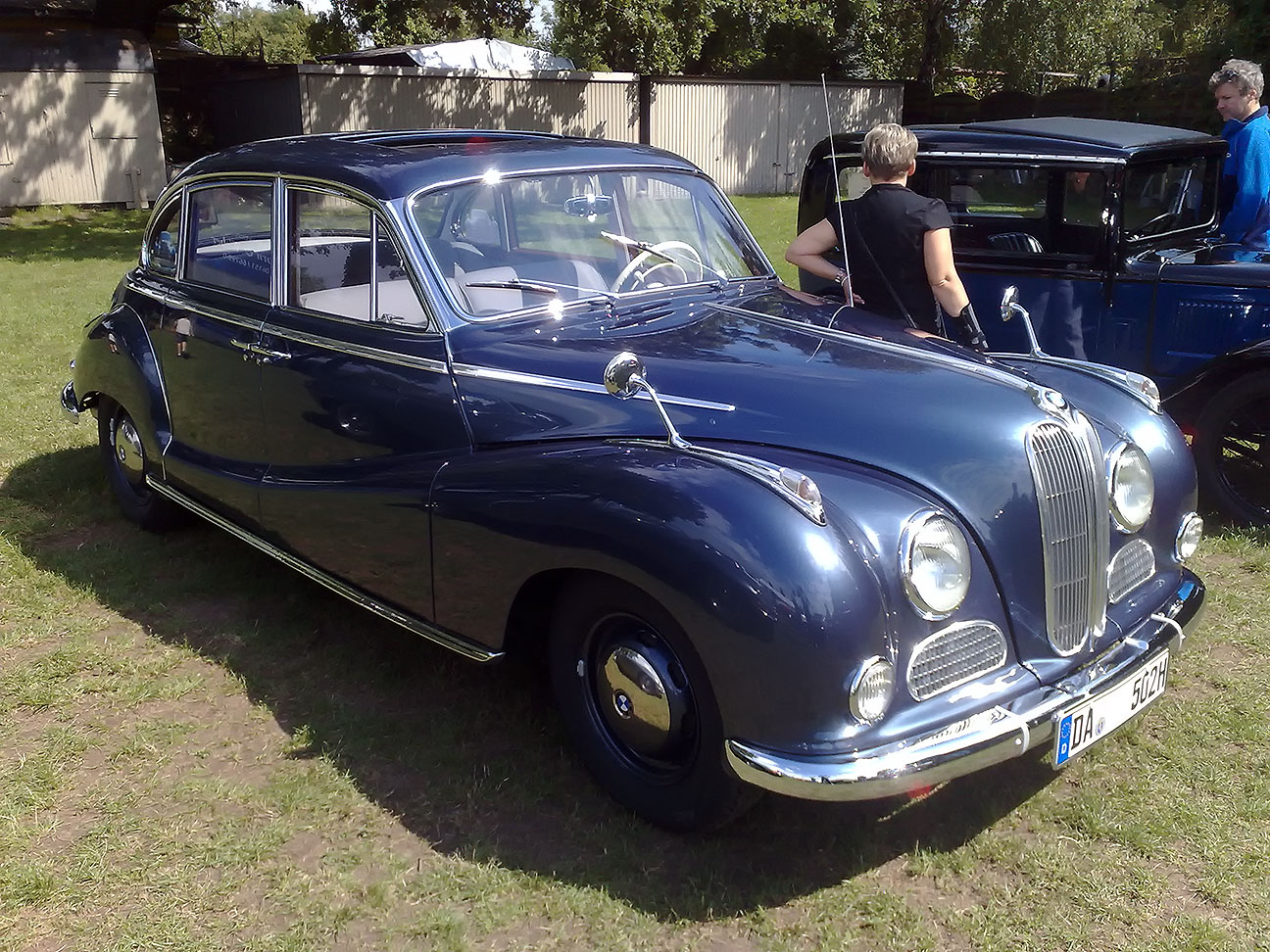
BMW 502 разом із BMW 501 були першою серійною моделлю BMW після Другої світової війни, яка перейняла індивідуальні особливості дизайну 332

Раніше BMW тестувала аеродинамічно оптимізовані автомобілі з понтонним кузовом і хетчбеком, такі як тестові автомобілі BMW K1 (1938/39) і BMW K4 (1939/40), кожен з яких базувався на більшому BMW 335, представленому в 1939 році, і гоночному седані спортивний BMW 328, розроблений для Mille Miglia 1940 року. Моделлю стала обтічна форма з укороченим хвостом (так званий хвіст Камма) від професора Вунібальда Камма (FKFS Stuttgart). З їх незвичайною цибулинною формою та закритими колісними арками (на K1 також спереду) і деякими великими плавниками на даху (тимчасово на K4), ці транспортні засоби не відповідали загальному смаку публіки, тому форма була перероблений для серійного виробництва та вдосконалений у моделі 332.
Двигун, трансмісія, а також шасі та ходова частина BMW 326 були все ще сучасними в 1939 році, а деякі навіть були класифіковані як зразкові, тому BMW хотіла прийняти їх для моделі 332 лише з незначними змінами.

## Деталі моделі автомобіля
332 мав сучасну понтонну форму з плавними, елегантно простими лініями з прямою плечовою лінією і хетчбек. Характеристиками були великі фари, які були встановлені якомога врівень із передньою частиною та розташовані відносно далеко всередину, решітка радіатора BMW, яка була значно нижчою, ніж у 326, але була сильно вигнутою, і великі вікна з розділеним лобовим склом. На бічній лінії впадали в око велике третє бокове вікно, повністю закриті задні колеса та характерна хромована декоративна смуга на нижньому краю кузова (безперервна від заднього краю передньої колісної арки до задньої частини). Ззаду було велике розділене заднє скло та велика кришка багажника з помітною виїмкою для запасного колеса, встановленого майже вертикально всередині.